# グーフィーのバケーション
『グーフィーのバケーション』（原題：Two Weeks Vacation）は、ウォルト・ディズニー・プロダクション（現：ウォルト・ディズニー・カンパニー）が製作した1952年10月31日公開のアニメーション短編映画作品。グーフィーの短編映画シリーズの41作目である。

## あらすじ
2週間の有給休暇を利用して、ドライブ旅行を楽しもうとするグーフィーだったが・・・。

## スタッフ
- 製作：ウォルト・ディズニー、ロイ・O・ディズニー
- 監督：ジャック・キニー
- 作画：ジョージ・ニコラス、ヒュー・フレーザー、エド・アーダル、ジョン・シブレー
- 脚本：アル・ベルティノ
- 背景：アルト・ライリー
- 音楽：オリバー・ウォレス

## キャスト
| キャラクター   | 原語版               | 旧吹き替え版 | 新吹き替え版 |
| -------------- | -------------------- | ------------ | ------------ |
| グーフィー     | ピント・コルヴィッグ | 小山武宏     | 島香裕       |
| 整備士         |                      |              | 八代駿       |
| ヒッチハイカー | アラン・リード       |              | 後藤敦       |
| 警察官         |                      |              | 八代駿       |
| ナレーション   | アラン・リード       | 江原正士     | 大平透       |

## 映像ソフト化
- 『夢と魔法の宝石箱　ホリディ・グーフィー』（VHS、DHVジャパン、新吹き替え版）
- 「ゆかいな仲間たちミッキーたちのハッピーホリデー」